# Don Quijote
Don Quijote Co., Ltd. (яп. 株式会社ドン・キホーテ, Kabushiki gaisha Don Kihōte), также известная как Don Don Donki, — японская сеть дисконт-магазинов. По состоянию на 2021 год она насчитывает более 160 магазинов по всей Японии, 14 в Сингапуре, 10 в Гонконге, 5 в Таиланде, 3 на Гавайях и в Малайзии, 2 на Тайване и по одному в Макао и на Гуаме (скоро появится).
В магазине представлен широкий ассортимент товаров, от основных продуктов питания до электроники и одежды. Магазин хорошо известен в Японии и часто упоминается под сокращенным названием Donki (яп. ドンキ). С тех пор название Donki для магазина стало более распространенным за пределами Японии. Отличительной особенностью магазина Don Quijote является то, что он работает в очень поздние для японской розничной торговли часы (до 3 или 5 часов утра, а то и до 24 часов) и выкладывает свои товары от потолка до пола в рамках особой стратегии мерчандайзинга.

## История
Основанная Такао Ясудой, компания Don Quijote открыла свой первый магазин в Сугинами, Токио, в сентябре 1980 года под названием Just Co.. Будучи изначально розничным магазином, Just Co. быстро перешла на оптовые продажи в 1982 году.
Компания открыла свой первый магазин под названием Don Quijote в Футю, Токио, в марте 1989 года. С изменением названия магазин также сменил свой основной бизнес с оптовой торговли на розничную. Только в 1995 году, шесть лет спустя, компания Just Co. последовала этому примеру и также изменила свое корпоративное название на Don Quijote Co., Ltd.. В июне 1998 года компания была зарегистрирована на Токийской фондовой бирже.
Будучи одним из ведущих дисконтных магазинов в Японии, конец японского финансового пузыря не оказал серьёзного влияния на компанию. Наоборот, внезапная экономическая неопределенность заставила японскую публику стать более бережливой, что способствовало росту продаж в магазинах компании в начале 1990-х годов.
В 2005 году идол-группа AKB48 открыла свой театр на восьмом этаже аутлета Don Quijote в Акихабаре.
В октябре 2007 года Don Quijote приобрел за 140 млрд. иен сеть магазинов Nagasakiya. Этот магазин и ещё 3 компании группы прекратили существование в октябре 2017 года, так как кредиторы прекратили выплату долгов на общую сумму 432 млрд иен. Кредиторы продолжают финансировать остальные компании группы.
28 июня 2017 года компания PAQ, которая управляла расположенными в Гонолулу магазинами Times, Big Save и Shima под дочерней компанией QSI, Inc., объявила о продаже 24 принадлежащих ей магазинов на Гавайях компании Don Quijote USA, расположенной в Гонолулу, используя заключенный договор купли-продажи акций с закрытием сделки в III квартале 2017 года. В результате сделки Times будет объединен с тремя магазинами Don Quijote и двумя магазинами Marukai на Оаху.
Дон Кихот известен песней, которая звучит в его магазинах. Песня называется «Miracle Shopping» (яп. ミラクルショッピング), её поет Майми Танака, сотрудница магазина Don Quijote. «Miracle Shopping» была позже выпущена как макси-сингл в 1999 году. Также были выпущены английская и кантонская версии, причем английская версия была переделана под названием «Don Donki» для торговых точек в Сингапуре.